# Kazo (Uganda)
Kazo – miasto w Ugandzie, w dystrykcie Kiruhura.